# Alessandro (Haendel)
Pour les articles homonymes, voir Alessandro.
Alessandro (Alexandre le Grand, HWV 21) est un opera seria en trois actes de Georg Friedrich Haendel. Le livret en italien est de Paolo Antonio Rolli, fondé sur le texte de La superbia d'Alessandro par Ortensio Mauro.

## Composition et création
C'est dans cet opéra que Haendel réunit pour la première fois les deux cantatrices rivales, Faustina Bordoni dans le rôle de Rossane, et Francesca Cuzzoni, dans celui de Lisaura. Haendel a utilisé leur rivalité professionnelle dans le traitement musical de l'intrigue. La distribution d'origine comprenait aussi le célèbre Francesco Bernardi. 
Initialement, le compositeur avait prévu qu'Alessandro soit sa première contribution pour la saison 1725-1726 de la Royal Academy of Music. Cependant, la Bordoni n'arriva pas en temps voulu à Londres et Haendel dut substituer son Scipione à Alessandro en mars et avril en attendant l'arrivée de la prima donna. Ainsi, la première représentation eut lieu le 5 mai 1726 au King's Theatre de Londres.

## Argument
L'intrigue se fonde sur l'expédition d'Alexandre le Grand en Inde, expédition pendant laquelle il rencontre le roi indien Poro (Poros). Poros est aussi le sujet d'un autre opéra de Haendel, Poro, re delle Indie, créé en 1731.

## Rôles

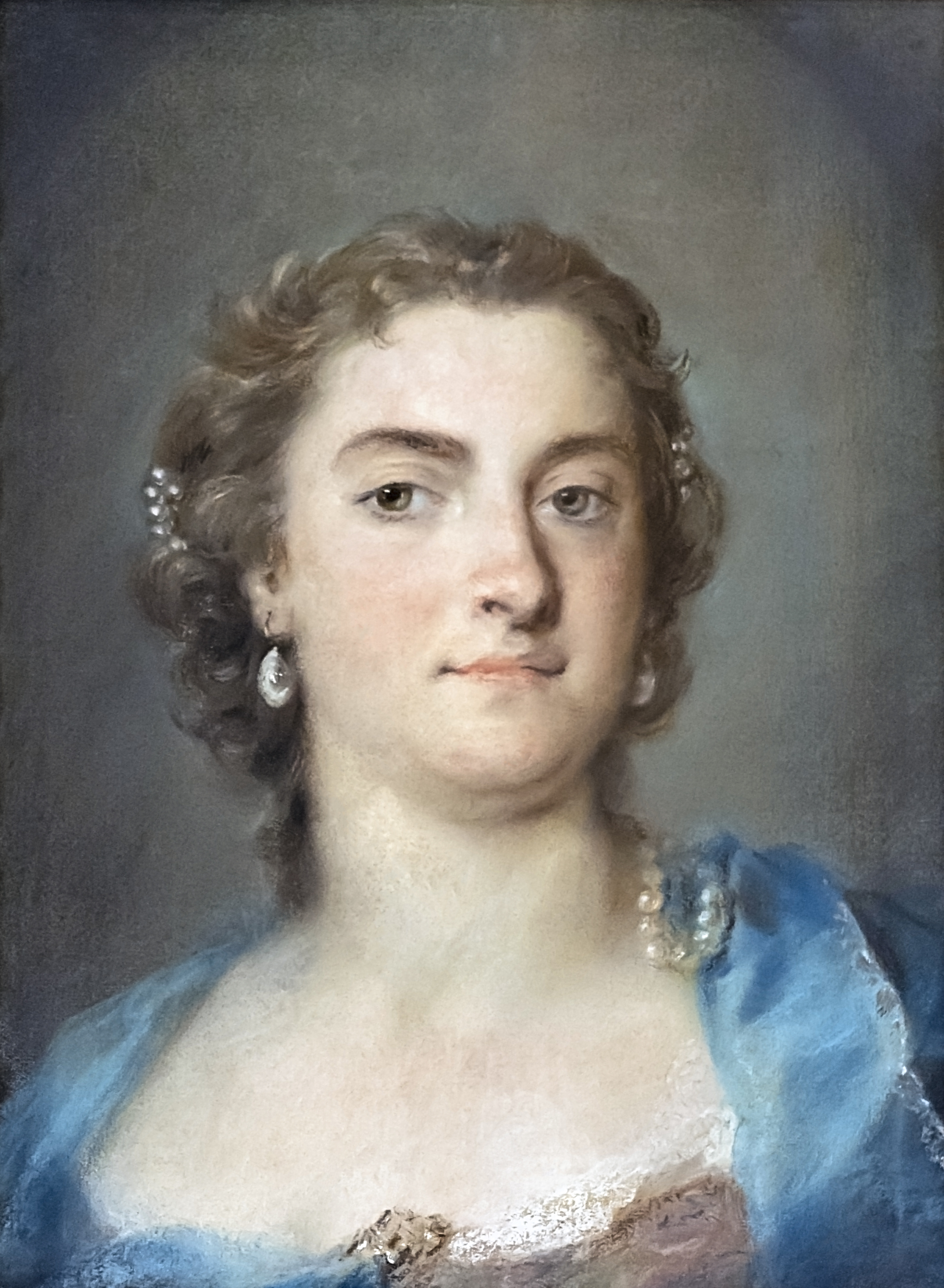
Faustina Bordoni, qui créa le rôle de Rossane

| Rôle       | Tessiture    | Première, 5 mai 1726                 |
| ---------- | ------------ | ------------------------------------ |
| Alessandro | alto castrat | Francesco Bernardi, alias "Senesino" |
| Rossane    | soprano      | Faustina Bordoni                     |
| Lisaura    | soprano      | Francesca Cuzzoni                    |
| Tassile    | alto castrat | Antonio Baldi                        |
| Clito      | basse        | Giuseppe Maria Boschi                |
| Leonato    | ténor        | Luigi Antinori                       |
| Cleone     | contralto    | Anna Vincenza Dotti                  |

## Discographie
- Alessandro - René Jacobs, Sophie Boulin, Isabelle Poulenard, Jean Nirouët, Stephen Varcoe, Guy de Mey, Ria Bollen - La Petite Bande dir. Sigiswald Kuijken - 3 CD Sony Music (2011)